# Woking
Woking és un poble del districte de Woking, Surrey, Anglaterra. Té una població de 106.275 habitants i districte de 99.695. Al Domesday Book (1086) està escrit amb la forma Wochinges.